# Cronica de Berno
Die Cronica de Berno (auch Berner Chronik) ist die älteste historiographische Aufzeichnung der Stadt Bern. Als spätmittelalterliches Jahrzeitbuch ist diese Stadtchronik eines der Jahrzeitenbücher im Raum der Stadt und Republik Bern, das im eigentlichen, vorderen Teil ein Stundenbuch mit den Vergaben, Namen und Todesdaten enthält. Insgesamt besteht es aus 50 Blättern. Die ersten 30 sind lose Notizen, die in lateinischer Sprache Ereignisse der Jahre 1191 bis 1340 erfassen und von vier verschiedenen Händen geschrieben wurden. Es folgen 20 Interpolationen, die die Jahre 1218 bis 1405 umfassen. Dieser Teil des Werkes stammt von Ulrich Pfund, Bruder des Deutschherrenordens für die Leutkirche St. Vinzenzen, den Vorgängerbau des heutigen Berner Münsters, der sie gesammelt und vervollständigt haben muss. Andere Hände haben dieses Werk später abgeschlossen, denn die Lebzeiten Pfunds liessen nur eine Arbeit bis 1325 zu. Pfund ist in Mülhausen und Bern nachweisbar; genaue Lebensdaten sind nicht bekannt.
Die Chronik selbst erfolgte im Vergleich mit anderen Städten in der Schweiz relativ spät, was damit begründet wird, dass im Umfeld der Stadt «kein Kloster mit literarischer Betätigung» lag, welches die Geschichtsschreibung gefördert hätte. Doch die Chronik Berns kann wegen ihrer politischen Bedeutung als eine «Chronistik zur Schweizergeschichte» verstanden werden. Die Notierungen selbst sind «kurz und dürr», wie Feller und Bonjour konstatieren. Ein wenig mehr Umfang findet sich zu der Belagerung der Stadt 1288, zur Schlacht am Dornbühl 1298 und zur Schlacht bei Laupen 1339. Wichtig ist dieses Dokument aber vor allem wegen des hier erstmals erwähnten Gründungsdatums der Stadt 1191, welches von der Stadt selbst erst 1208 notiert wurde.: S. 7
Konrad Justinger war in einer Zeit als Stadtschreiber nach Bern gekommen, als das Interesse für die Herkunft und die Manifestation bleibender Werte nicht mehr allein durch Repräsentativbauten befriedigt werden konnte. In diese Zeit fallen die Grundsteinlegungen von Rathaus und Münster. Diese Bauten und noch erhaltene Brunnen und Denkmäler aus jener Zeit zeugen auch von dem Kunstverständnis und dem handwerklichen Geschick, das in der Stadt vorhanden war. So erwachte der Wunsch, die eigene Geschichte für nachfolgende Generationen erhalten zu wissen. «Am St. Vinzenzen-Abend des Jahres 1420 beschlossen Klein- und Grossrat unter dem Vorsitz des Schultheissen Rudolf Hofmeister, die vergangenen und grossen Angelegenheiten der Stadt zusammentragen zu lassen, da sie ‹soliche ir gescht und harkommenheit in geschrift bi einander nit eigentlich behept hand›. Sie beauftragten mit dieser Arbeit den ‹Cunrat Justinger derselben stat Berne wilent statschreiber›».: S. 8
Diese Stadtchronik von Justinger basierte auf Urkunden aus «der Stadt Kisten» und der Cronica de Berno. Für Ereignisse ausserhalb Berns nutzte er Abschriften von Strassburger, Zürcher, Basler und Konstanzer Chroniken.: S. 9

## Kritik
Chronologiekritiker wie Christoph Pfister bestreiten die Existenz dieser Aufzeichnung und schmähen sie als Fälschung. Ulrich Pfund sei frei erfunden und die Chronik bemühe ihn zu ihrer eigenen Reputation unter anderem, weil falsche Angaben zur Einführung des Gregorianischen Kalenders gemacht würden.